# Szymon Rekita
Szymon Krysztof Rekita (Biskupiec, 5 gennaio 1994) è un ex ciclista su strada polacco, attivo in formazioni UCI dal 2017 al 2022 e vincitore del Tour of Antalya 2019.

## Palmarès

### Strada
- 2012 (Juniores)

Campionati polacchi, Prova a cronometro Junior
- 2014 (GFDD Altopack)

Trofeo Comune di Lamporecchio
Campionati polacchi, Prova a cronometro Under-23
- 2015 (GFDD Altopack)

Campionati polacchi, Prova a cronometro Under-23
- 2016 (Altopack-Eppela)

Coppa Cicogna
- 2017 (Leopard Pro Cycling, una vittoria)

2ª tappa International Tour of Rhodes (Rodi > Rodi)
- 2018 (Leopard Pro Cycling, una vittoria)

1ª tappa Tour du Jura Cycliste (Poligny > Salins-les-Bains)
- 2019 (Leopard Pro Cycling, due vittorie)

3ª tappa Tour of Antalya (Perge > Termesso)
Classifica generale Tour of Antalya
- 2022 (Voster ATS Team, quattro vittorie)

2ª tappa Tour of Szeklerland (Târgu Mureș > Miercurea Ciuc)
Classifica generale Tour of Szeklerland
3ª tappa, 2ª semitappa Tour de Bulgarie (Tryavna > Sliven)
5ª tappa Tour de Bulgarie (Chirpan > Momchilgrad)

#### Altri successi
- 2017 (Leopard Pro Cycling)

Festival de la Petite Reine
- 2018 (Leopard Pro Cycling)

Trofeo Ciutat de Manacor
- 2019 (Leopard Pro Cycling)

Clàssica dels Murs

## Piazzamenti

### Competizioni mondiali
- Campionati del mondo

Limburgo 2012 - Cronometro Junior: 13º
Limburgo 2012 - In linea Junior: ritirato
Toscana 2013 - Cronometro Under-23: 18º
Doha 2016 - Cronometro Under-23: 32º
Doha 2016 - In linea Under-23: 51º

### Competizioni europee
- Campionati europei

Offida 2011 - Cronometro Junior: 35º
Offida 2011 - In linea Junior: 39º
Goes 2012 - Cronometro Junior: 6º
Goes 2012 - In linea Junior: 86º
Olomouc 2013 - Cronometro Under-23: fuori tempo massimo
Olomouc 2013 - In linea Under-23: ritirato
Nyon 2014 - Cronometro Under-23: 19º
Nyon 2014 - In linea Under-23: ritirato
Tartu 2015 - Cronometro Under-23: 14º
Plumelec 2016 - Cronometro Under-23: 7º
Plumelec 2016 - In linea Under-23: 12º
Plouay 2020 - In linea Elite: 44º